# Parasemia patruelis
Parasemia patruelis là một loài bướm đêm thuộc phân họ Arctiinae, họ Erebidae.